# Daniel Holgado
Daniel Holgado Miralles (San Vicente del Raspeig, 27 april 2005) is een Spaans motorcoureur. Sinds 2022 rijdt hij in de Moto3 voor Red Bull KTM Tech 3

## Carrière
Holgado begon zijn motorsportcarrière op zesjarige leeftijd in het Spaanse minimoto-kampioenschap. In 2013 werd hij derde in de 110cc-klasse van het Spaanse Cuna de Campeones. In 2014 werd hij kampioen in het Spaanse 70 cc-kampioenschap en tweede in het Europese 50 cc-kampioenschap. In 2015 werd hij derde in het Spaanse Moto4-kampioenschap met een overwinning en twee tweede plaatsen. In 2016 bleef hij actief in deze klasse en werd hij tweede met een zege en vijf andere podiumplaatsen. In 2017 stapte hij over naar het Spaanse PreMoto3-kampioenschap, waarin hij zesde werd met een overwinning. In 2018 kwam hij uit in de European Talent Cup en eindigde hierin als elfde, met een derde plaats als beste resultaat.
In 2019 maakte Holgado zijn debuut in het Spaanse Moto3-kampioenschap, waarin hij voor het team Junior Team Estrella Galicia 0,0 op een Honda reed. Hij behaalde twee podiumfinishes op het Circuit Ricardo Tormo Valencia en het Circuito de Albacete. Met 101 punten werd hij zesde in het kampioenschap. In 2020 stapte hij binnen deze klasse over naar het Openbank Aspar Team en kwam hij uit op een KTM. Hij eindigde wederom twee keer op het podium, ditmaal op het Circuito Permanente de Jerez en op Valencia, en steeg naar de vijfde plaats in de eindstand met 125 punten. Tevens debuteerde hij dat jaar ook in de FIM MotoGP Rookies Cup. Hier behaalde hij een zege op Valencia en eindigde in vijf andere races op het podium. In deze klasse werd hij met 133 punten eveneens vijfde.
In 2021 reed Holgado een derde seizoen in de Spaanse Moto3, opnieuw bij Aspar, dat dit jaar met GasGas-motoren reed. Hij behaalde vijf overwinningen: drie op Valencia en een op zowel het Autódromo do Estoril als het Circuit de Barcelona-Catalunya. Daarnaast stond hij in drie andere races op het podium. Met 208 punten werd hij gekroond tot kampioen in de klasse. Dat jaar reed hij ook een tweede seizoen in de Rookies Cup. Hierin behaalde hij twee zeges op Jerez en het Motorland Aragón en stond hij in twee andere races op het podium. Met 190 punten werd hij achter David Alonso en David Muñoz derde in de eindstand. Ook debuteerde hij dat seizoen in de Moto3-klasse van het wereldkampioenschap wegrace bij het team CIP Green Power op een KTM als eenmalige vervanger van de geblesseerde Maximilian Kofler tijdens de Grand Prix van Catalonië, waarin hij vijftiende werd. Later dat seizoen reed hij ook de Grands Prix van Emilia-Romagna en de Algarve bij Red Bull KTM Tech3 als vervanger van de geschorste Deniz Öncü. In deze races werd hij twintigste en dertiende.
In 2022 reed Holgado zijn eerste volledige seizoen in het wereldkampioenschap Moto3 op een KTM bij het team Red Bull KTM Ajo. Hij kende een goed debuutseizoen, met als hoogtepunten een podiumfinish in Aragón en een pole position in Oostenrijk. Met 103 punten werd hij tiende in het eindklassement, als de tweede rookie achter Diogo Moreira. In 2023 stapte hij over naar het team Red Bull KTM Tech 3. In de seizoensopener in Portugal wist hij zijn eerste Grand Prix-overwinning te behalen.

## Statistieken

### Grand Prix

#### Per seizoen
| Seizoen | Klasse | Motor  | Team                  | Races | Winst | Podiums | Poles | SR | Ptn | Pos |
| ------- | ------ | ------ | --------------------- | ----- | ----- | ------- | ----- | -- | --- | --- |
| 2021    | Moto3  | KTM    | CIP Green Power       | 1     | 0     | 0       | 0     | 0  | 1   | 28e |
| 2021    | Moto3  | KTM    | Red Bull KTM Tech3    | 2     | 0     | 0       | 0     | 0  | 3   | 28e |
| 2022    | Moto3  | KTM    | Red Bull KTM Ajo      | 20    | 0     | 1       | 1     | 0  | 103 | 10e |
| 2023    | Moto3  | KTM    | Red Bull KTM Tech 3   | 20    | 3     | 7       | 1     | 2  | 220 | 5e  |
| 2024    | Moto3  | KTM    | Red Bull GasGas Tech3 | 20    | 1     | 8       | 1     | 3  | 256 | 2e  |
| 2025*   | Moto2  | Kalex  | CFMoto Aspar Team     | 13    | 0     | 1       | 0     | 0  | 80  | 12e |
| Totaal  | Totaal | Totaal | Totaal                | 76    | 4     | 17      | 3     | 5  | 663 |     |

#### Per klasse
| Klasse | Seizoenen  | 1e GP          | 1e podium       | 1e winst      | Races | Winst | Podiums | Poles | SR | Ptn | Kampioen |
| ------ | ---------- | -------------- | --------------- | ------------- | ----- | ----- | ------- | ----- | -- | --- | -------- |
| Moto3  | 2021-2024  | Catalonië 2021 | Aragón 2022     | Portugal 2023 | 63    | 4     | 16      | 3     | 5  | 583 | 0        |
| Moto2  | 2025-heden | Thailand 2025  | Oostenrijk 2025 |               | 13    | 0     | 1       | 0     | 0  | 80  | 0        |
| Totaal | 2021-heden | 2021-heden     | 2021-heden      | 2021-heden    | 76    | 4     | 17      | 3     | 5  | 663 | 0        |

#### Races per jaar
(vetgedrukt betekent pole positie; cursief betekent snelste ronde)
| Jaar | Klasse | Motor | 1      | 2     | 3     | 4       | 5       | 6      | 7      | 8       | 9       | 10     | 11     | 12     | 13    | 14    | 15     | 16      | 17     | 18      | 19      | 20     | 21  | 22  | Pos | Ptn |
| ---- | ------ | ----- | ------ | ----- | ----- | ------- | ------- | ------ | ------ | ------- | ------- | ------ | ------ | ------ | ----- | ----- | ------ | ------- | ------ | ------- | ------- | ------ | --- | --- | --- | --- |
| 2021 | Moto3  | KTM   | QAT    | DOH   | POR   | SPA     | FRA     | ITA    | CAT 15 | DUI     | NED     | STI    | OOS    | GBR    | ARA   | SMR   | AME    | EMI 20  | ALG 13 | VAL     |         |        |     |     | 28  | 4   |
| 2022 | Moto3  | KTM   | QAT 16 | INA 9 | ARG 7 | AME DNF | POR DNF | SPA 9  | FRA 11 | ITA DNF | CAT DNF | DUI 6  | NED 6  | GBR NC | OOS 8 | SMR 5 | ARA 3  | JPN DNF | THA 11 | AUS DNF | MAL 7   | VAL 10 |     |     | 10  | 103 |
| 2023 | Moto3  | KTM   | POR 1  | ARG 4 | AME 5 | SPA 6   | FRA 1   | ITA 1  | DUI 3  | NED 25  | GBR 3   | OOS 2  | CAT 20 | SMR 16 | IND 4 | JPN 3 | INA 14 | AUS 13  | THA 6  | MAL DNF | QAT 9   | VAL 8  |     |     | 5   | 220 |
| 2024 | Moto3  | KTM   | QAT 2  | POR 1 | AME 2 | SPA 7   | FRA 2   | CAT 6  | ITA 14 | NED 11  | DUI 7   | GBR 4  | OOS 3  | ARA 9  | SMR 2 | EMI 4 | INA 6  | JPN 4   | AUS 2  | THA 12  | MAL DNF | SOL 2  |     |     | 2   | 256 |
| 2025 | Moto2  | Kalex | THA 8  | ARG 9 | AME 8 | QAT 4   | SPA DNF | FRA 16 | GBR 18 | ARA DNF | ITA 15  | NED 10 | DUI 12 | TSJ 4  | OOS 2 | HON   | CAT    | SMR     | JPN    | INA     | AUS     | MAL    | POR | VAL | 12* | 80* |

* Seizoen nog bezig.